# جون ريا (ملحن أمريكي)
جون ريا (بالإنجليزية: John Rea)‏ هو ملحن ومخرج أمريكي، ولد في 1967.